# Swietły (obwód brzeski)
Swietły (biał. Светлы; ros. Светлый, Swietłyj) – osiedle na Białorusi, w obwodzie brzeskim, w rejonie baranowickim, w sielsowiecie Małachowce.

## Geografia
Położona jest 5 km od centrum administracyjnego sielsowietu Małachowce (Mirny), 14 km od najbliższego miasta (Baranowicze), 183 km od centrum administracyjnego obwodu (Brześć), 147 km od Mińska.
W roku 2019 w miejscowości znajdowały się 124 gospodarstwa.

## Demografia
W roku 2019 miejscowość liczyła 314 mieszkańców, w tym 193 w wieku produkcyjnym